# Herb Eggesina
Herb Eggesina stanowi hiszpańską tarczę herbową o srebrnym polu, gdzie znajduje się krokiew koloru niebieskiego, pod którą blankowany i z obu stron przycięty czerwony mur z zamkniętą złotą bramą oraz z blankowaną wieżą. Nad wieżą wyprostowany, złoto opancerzony czerwony gryf ze skrzyżowanym ogonem.
Herb został zatwierdzony 21 czerwca 1993 przez Ministerstwo Spraw Wewnętrznych (Bundesministerium des Innern, für Bau und Heimat).
Herb łączy w sobie krajobrazowe punkty odniesienia z miejskim symbolem oraz symbolem władzy. Krokiew ma symbolizować ujście rzeki Randow do Wkry (Uecker) na terenie Eggesina. Mur symbolizuje miasto, a z drugiej strony ma przypominać dawne cegielnie, które odgrywały dominującą rolę w rozwoju gospodarczym społeczności. Gryf nawiązuje do historycznej przynależności miasta do Pomorza.